# Embolia cerebral
A embolia cerebral surge quando um coágulo (formado num coração doente por arritmia, problema de válvula, etc.) ou uma placa de gordura (ateroma), que se desprende ou se quebra geralmente da artéria carótida, correm através de uma artéria até encontrar um ponto mais estreito, não conseguindo passar e obstruindo a passagem do sangue. Relacionado com AVC.